# 斯普林克里克鎮區 (北達科他州巴恩斯縣)
斯普林克里克鎮區（英語：Spring Creek Township）是位於美國北達科他州巴恩斯縣的一個鎮區。

## 地方資料
斯普林克里克鎮區的面積為91.99平方千米，當中陸地面積為91.92平方千米，而水域面積為0.06平方千米。根據2010年美國人口普查的數據，當地共有人口74人，而人口密度為每平方千米0.8人。